# Villa Homburg
Die Villa Homburg, Gröpelinger Straße 45, in der niedersächsischen Gemeinde Geestland, Ortsteil Bad Bederkesa, im Landkreis Cuxhaven, stammt aus der zweiten Hälfte des 19. Jahrhunderts.
Aktuell (2024) wird sie als Wohnhaus genutzt.
Das Gebäude und das Wirtschaftsgebäude stehen unter Denkmalschutz (siehe auch Liste der Baudenkmale in Geestland).

## Beschreibung
Das Anwesen wurde zum ersten Mal 1680 urkundlich erwähnt und öfters bebaut, bis die alte Hofbebauung ab 1875 abgerissen wurde.
Das eingeschossige giebelständige Gebäude auf einem Backsteinsockel mit schiefergedecktem Satteldach auf Drempel, mit backsteinsichtigen Traufseiten, verputzten Giebelseiten mit Freigespärre, schmuckhaft gegliedertem Backsteindekor, geputzten Ecklisenen und Ortgängen sowie profilierten Putzbändern an den segmentbogigen Fenstern und mit Veranda am Westgiebel, wurde als gründerzeitliche Villa von 1875 bis 1879 für den Bauherren Homburg auf einem großen begrünten Grundstück gebaut. Am Ostgiebel verbindet eine verputzte Wand mit Torbogen das Wohnhaus mit der nördlichen Scheune.
Das eingeschossige giebelständige verputzt massive Wirtschaftsgebäude als Stall und Scheune mit schiefergedecktem Satteldach hat am Westgiebel ein Einfahrtstor. Es steht links neben dem Wohnhaus und stammt aus derselben Zeit. Am Ostgiebel wurde es später erweitert.
Das Landesdenkmalamt befand u. a.: „… zeittypischer Backsteinbau, der mit seinem Fassadenschmuck und den verputzten Giebelseiten einen gehoben Anspruch kleinstädtischer, bürgerlicher Wohnhausarchitektur dokumentiert.“